# 北門駅 (嘉義市)
北門駅（ほくもん-えき）は、台湾嘉義市東区にある阿里山森林鉄路阿里山線の駅。1910年（明治43年）に「北門驛」として開業した。ベニヒを利用した日本統治時代の初代駅舎が復元・修復された後に市の古跡に指定され、2023年の駅舎移転まで現役であった。

## 歴史
- 1910年（明治43年）10月1日 - 竹崎までの平地区間開通とともに開業[3]。
- 1912年（大正元年） - 二萬坪駅まで延伸とともに木材輸送を本格化[1]
- 1918年（大正7年） - 貨車に客車を併結する形で旅客輸送開始[1][4]:頁13。
- 1933年（昭和8年） - 嘉義駅との間に栄町駅が、湾橋駅との間に盧厝駅・崎下駅が開業（1944年まで）[5]。
- 1973年 - 新駅舎供用[6]。旧駅は貨物輸送および車両整備拠点となる。
- 1998年
  - 4月30日 - 旧木造駅舎が市の古蹟に指定。
  - 5月16日 - 火災により旧駅舎の40%が焼失[4]:頁49。
  - 11月 - 林務局嘉義林区管理処により旧駅舎復元。
- 2007年7月2日 - 前日で新駅舎の営業を終了し、この日より旧駅舎で営業再開[7]。
- 2009年3月 - 前年に運営権を獲得した宏都阿里山公司が新駅舎跡に建設していたホテル「阿里山麗星北門大飯店」が完工[8]。
- 2010年3月24日 - 運営権が再度林務局に戻る[9]。
- 2013年6月28日 - 嘉義地方法院による判決でホテルの所有権が宏都阿里山公司から林務局に移転[10]。
- 2021年7月29日 - 台湾高等法院台南分院で宏都阿里山公司と林務局との和解が成立。北門駅のホテルを林務局が買い取ることで合意[11]。
- 2023年3月20日 - 駅リニューアルのため、一時営業を休止。
- 2023年12月26日 - 駅舎を元阿里山麗星北門大飯店内に移転しリニューアルオープン。
- 2024年9月3日 - 元阿里山麗星北門大飯店の修復や完成後の運営を行なう民間事業者をROT（Rehabilitate Operate Transfer)方式で募集開始。

## 駅構造
単式ホーム1面1線の地上駅。

### 画像

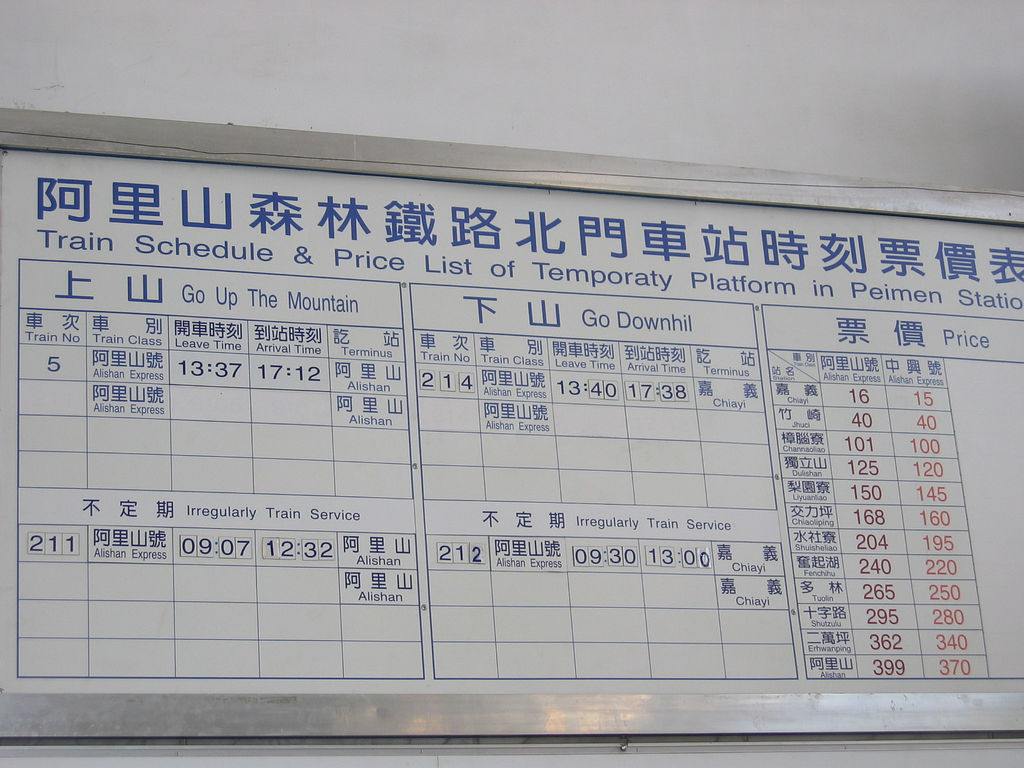
時刻表と運賃表（2005年）
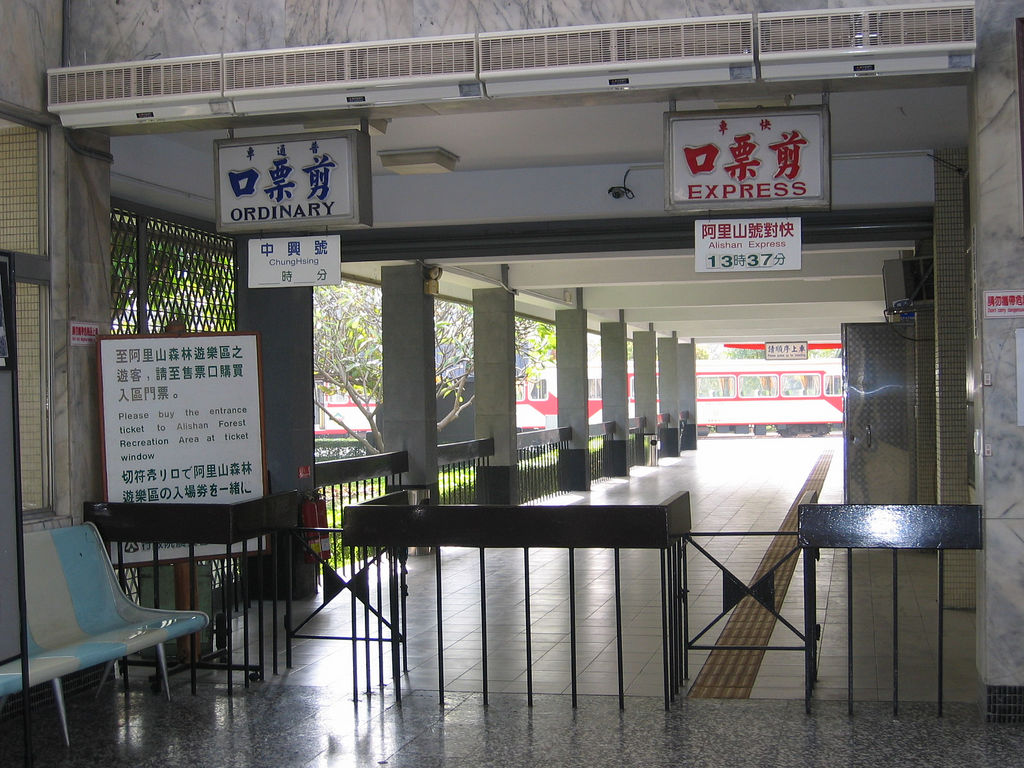
改札口（二代目駅舎）
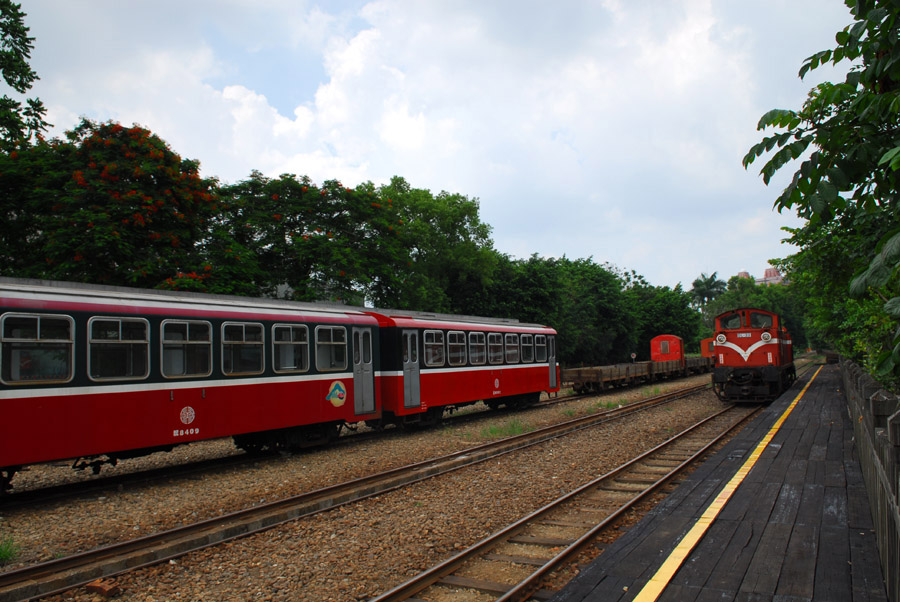
ホーム
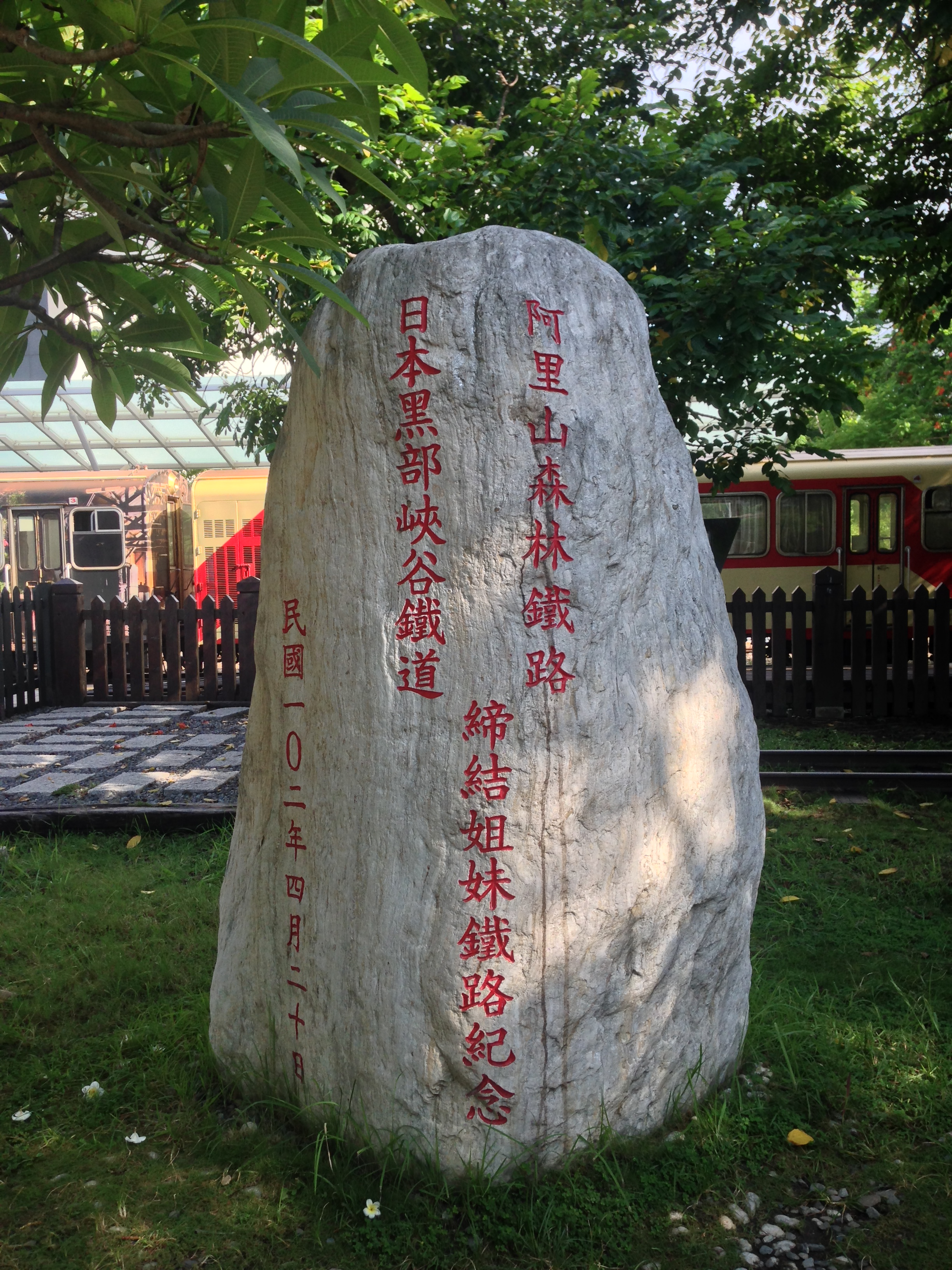
黒部峡谷鉄道との姉妹提携締結記念石碑
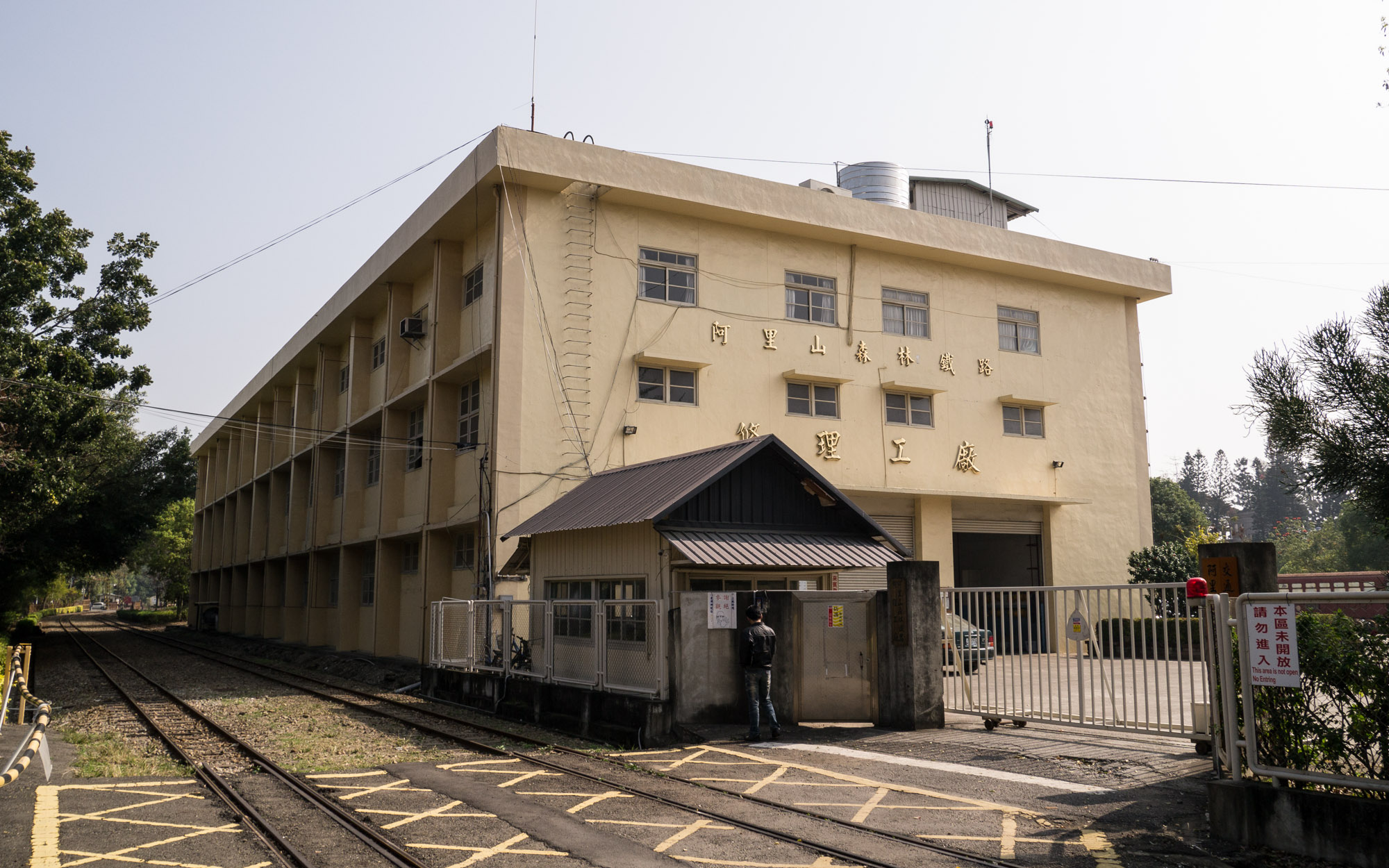
北門機廠
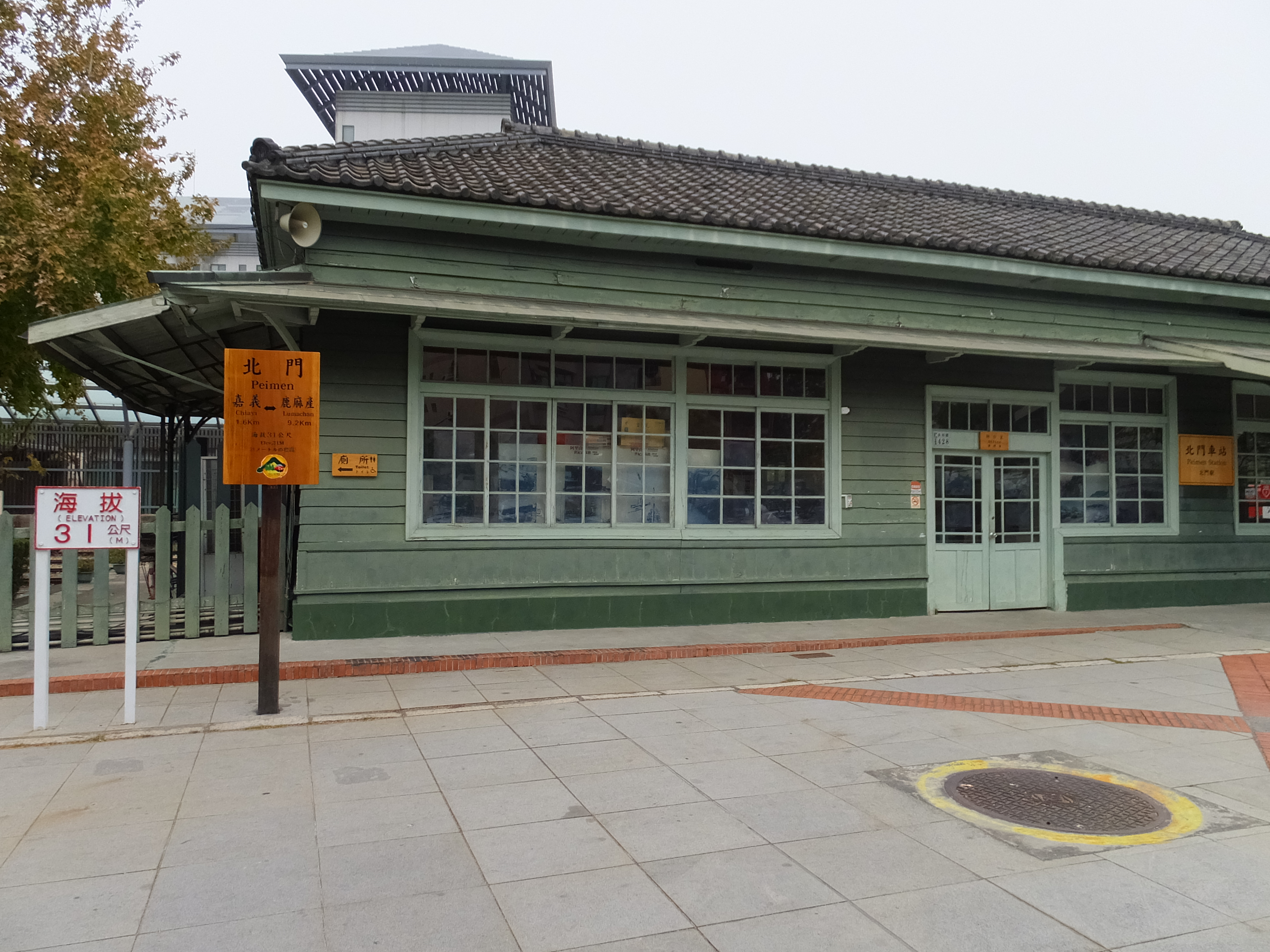
修復された旧駅舎
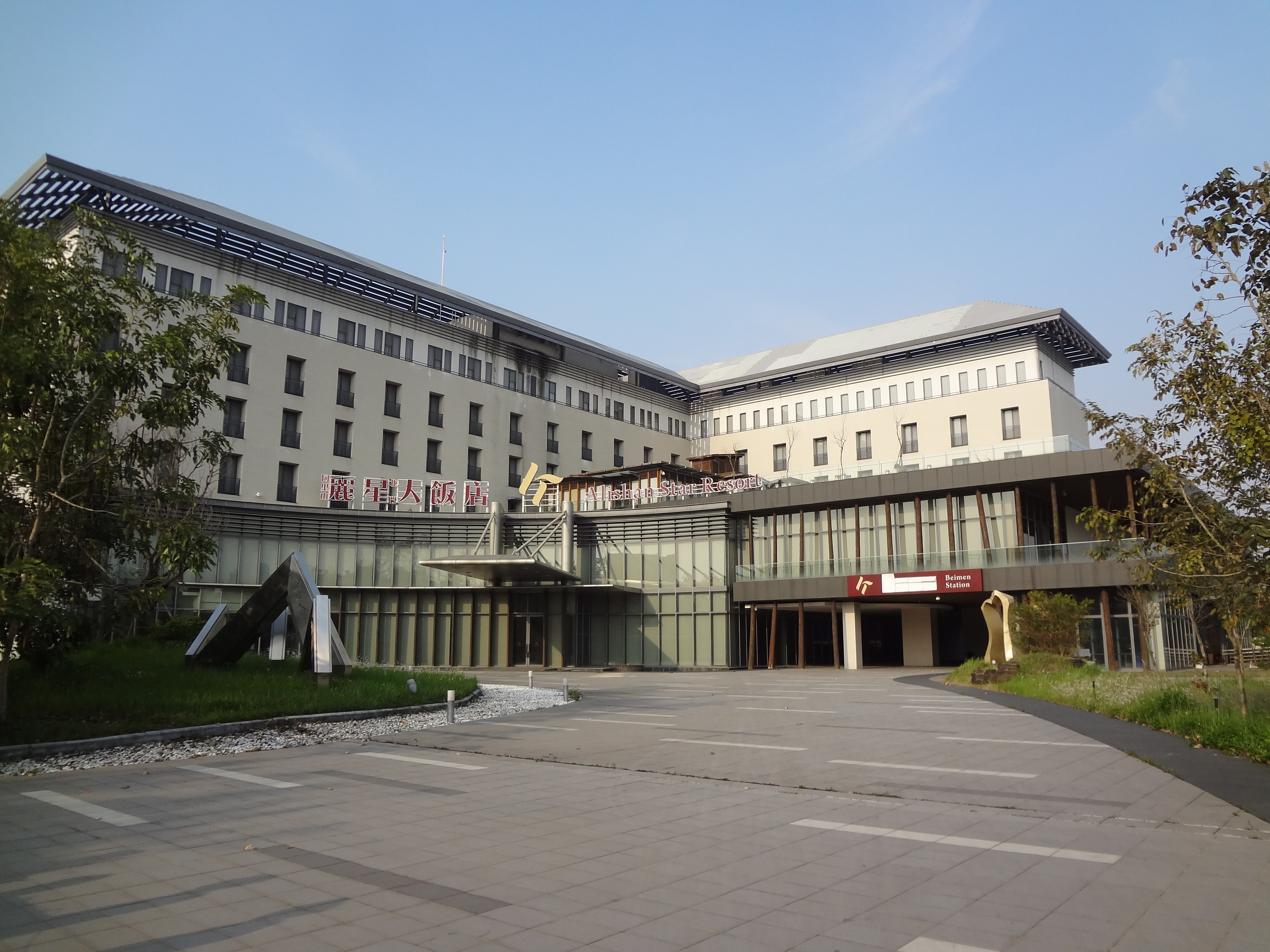
二代目駅舎跡に落成したホテル（現駅舎）

## 駅周辺

### 公的機関
- 嘉義市政府
- 嘉義地方法院（中国語版）
- 嘉義市政府文化局（中国語版）
- 行政院農業委員会林務局嘉義林区管理処
- 法務部調査局嘉義市調査站

### 学校
- 嘉義市立北興国小（中国語版）
- 嘉義市東区嘉北国民小学
- 国立嘉義大学林森キャンパス
  - 国立嘉義大学附属国民小学

### 観光地
- 嘉義市立文化中心（中国語版）
- 嘉義市立博物館（中国語版）
- 獄政博物館（中国語版）
- 檜意森活村（中国語版）（Hinoki Village）：2012年に日本統治時代の宿舎が復元され[12]、映画「KANO」のロケ地にもなった[13]。
- 沉睡森林(眠らる森)
- 阿里山森林鉄路車庫園区（英語版）
- 埤仔頭植物園
- 北香湖公園（中国語版）
- カルフール北門店
- 森林之歌
- 秀泰影城（中国語版）

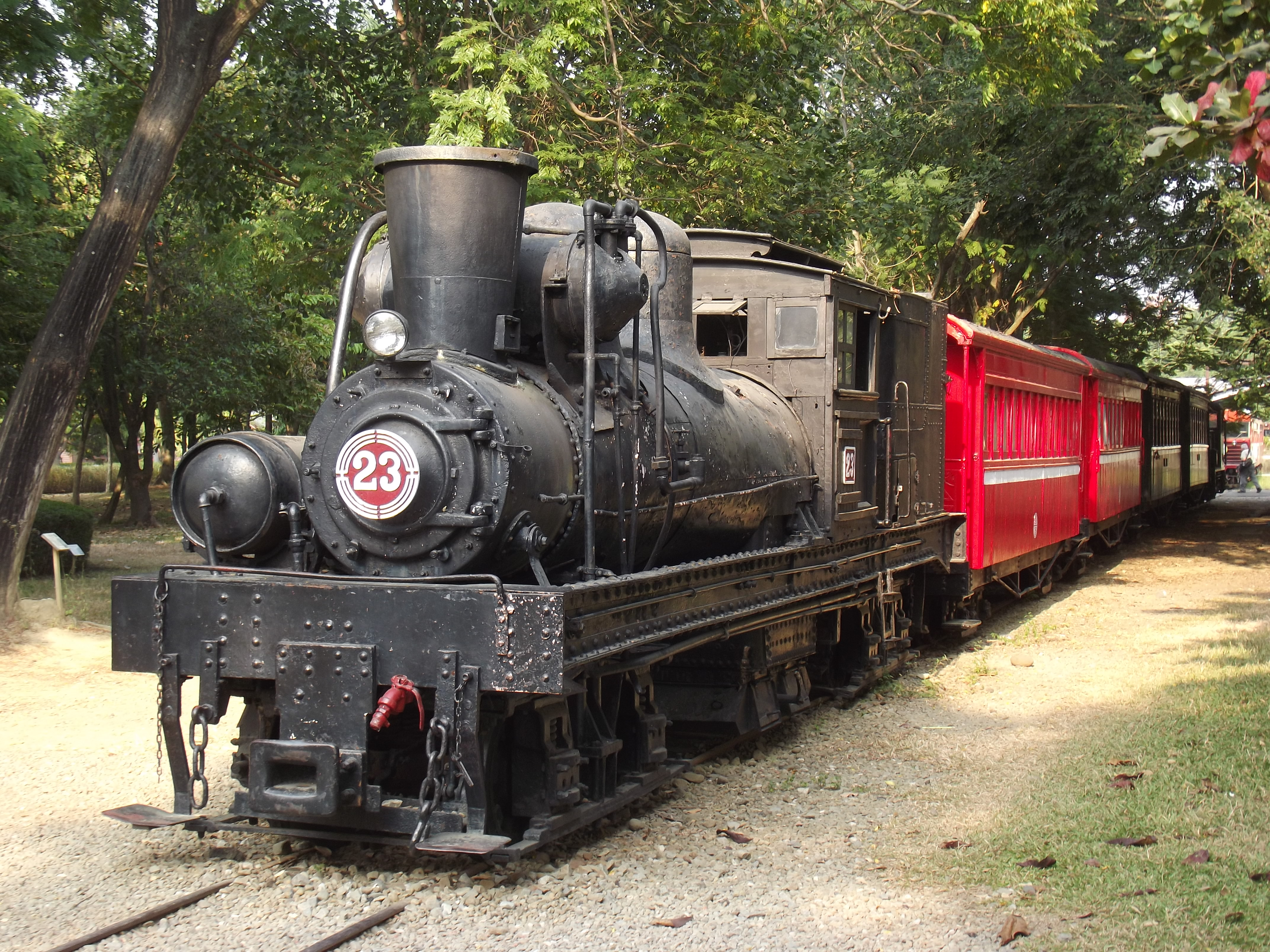
阿里山森林鉄路車庫園区に保存されているシェイ式蒸気機関車23号機牽引の列車
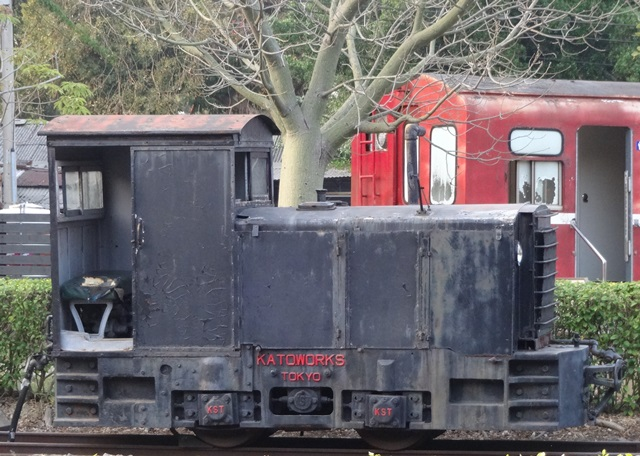
同じく車庫園区に保存されている加藤製作所B7型7t機関車
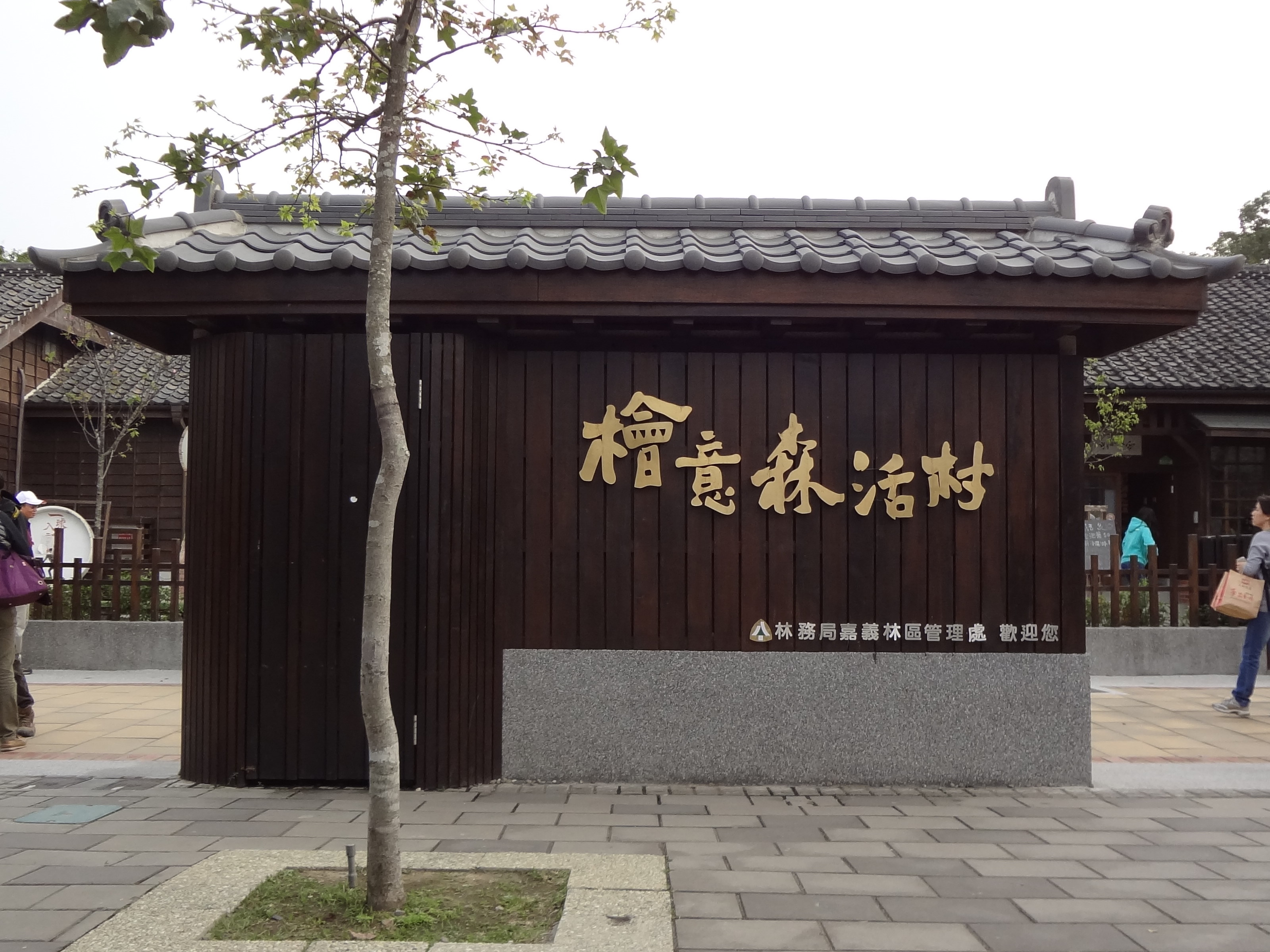
檜意森活村
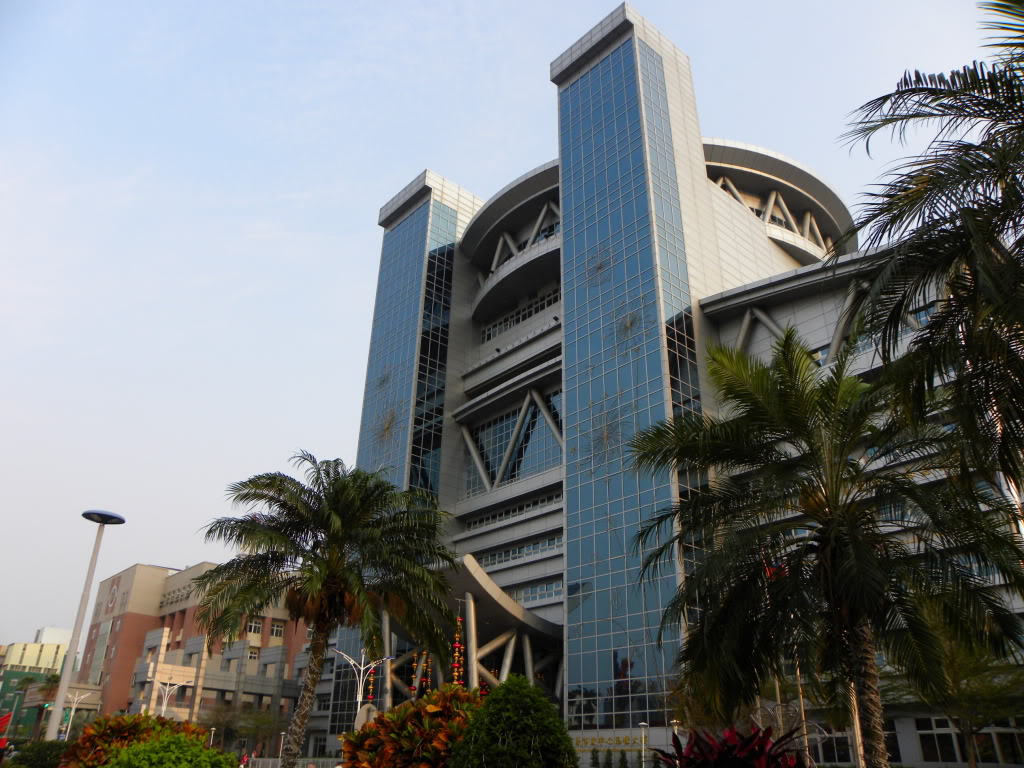
嘉義市政府庁舎
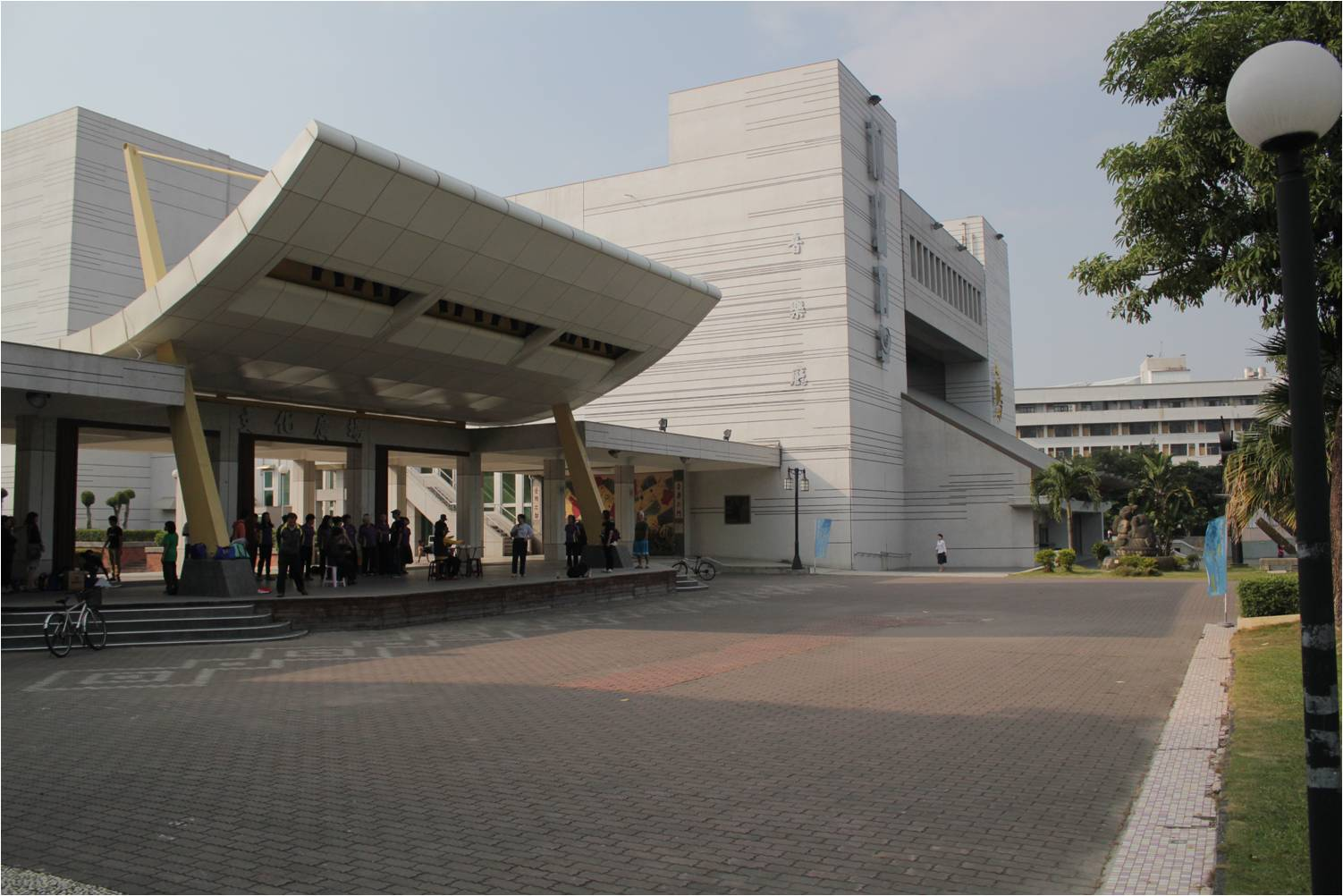
嘉義市文化中心
嘉義地方法院
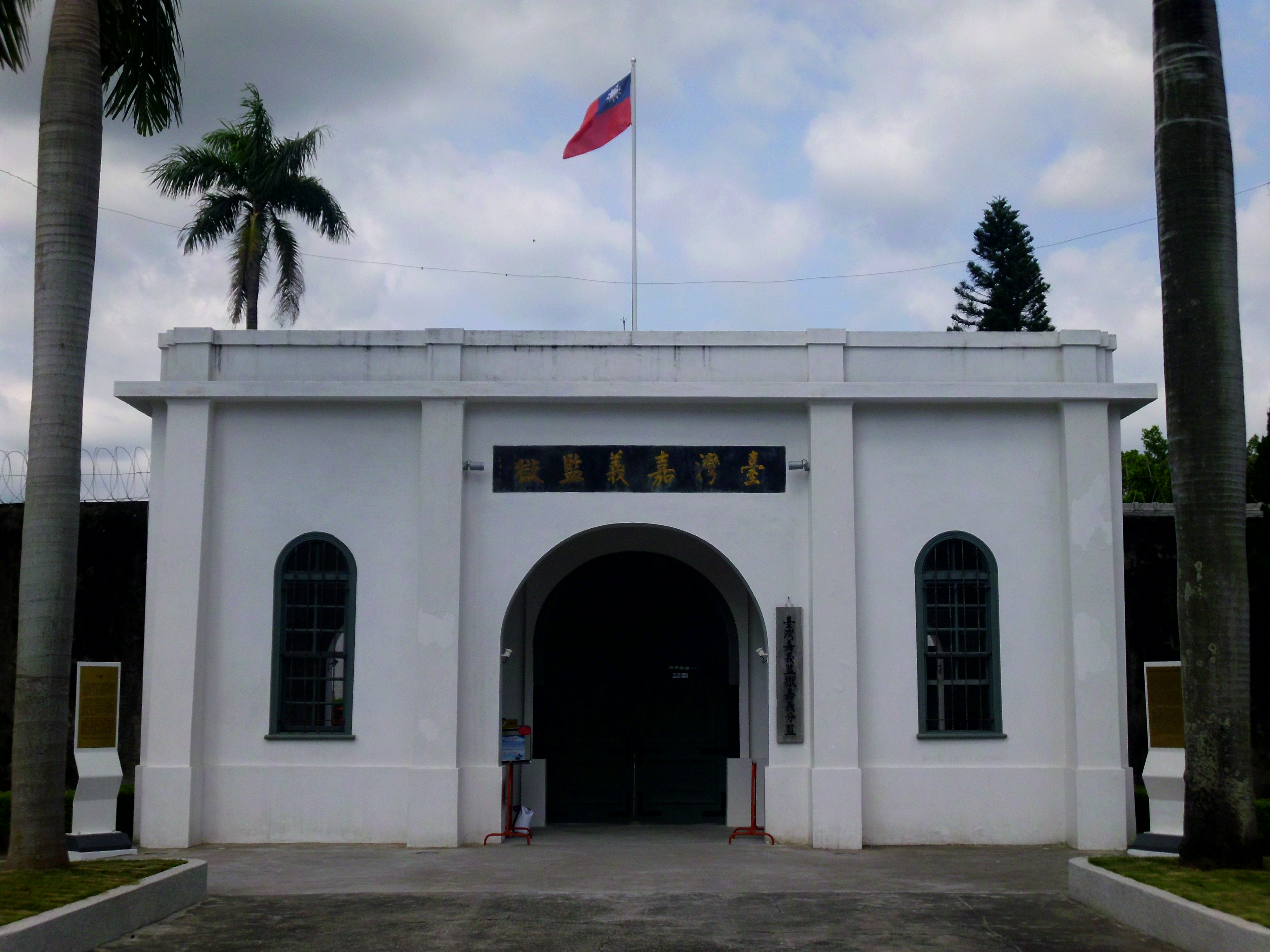
獄政博物館（旧監獄）
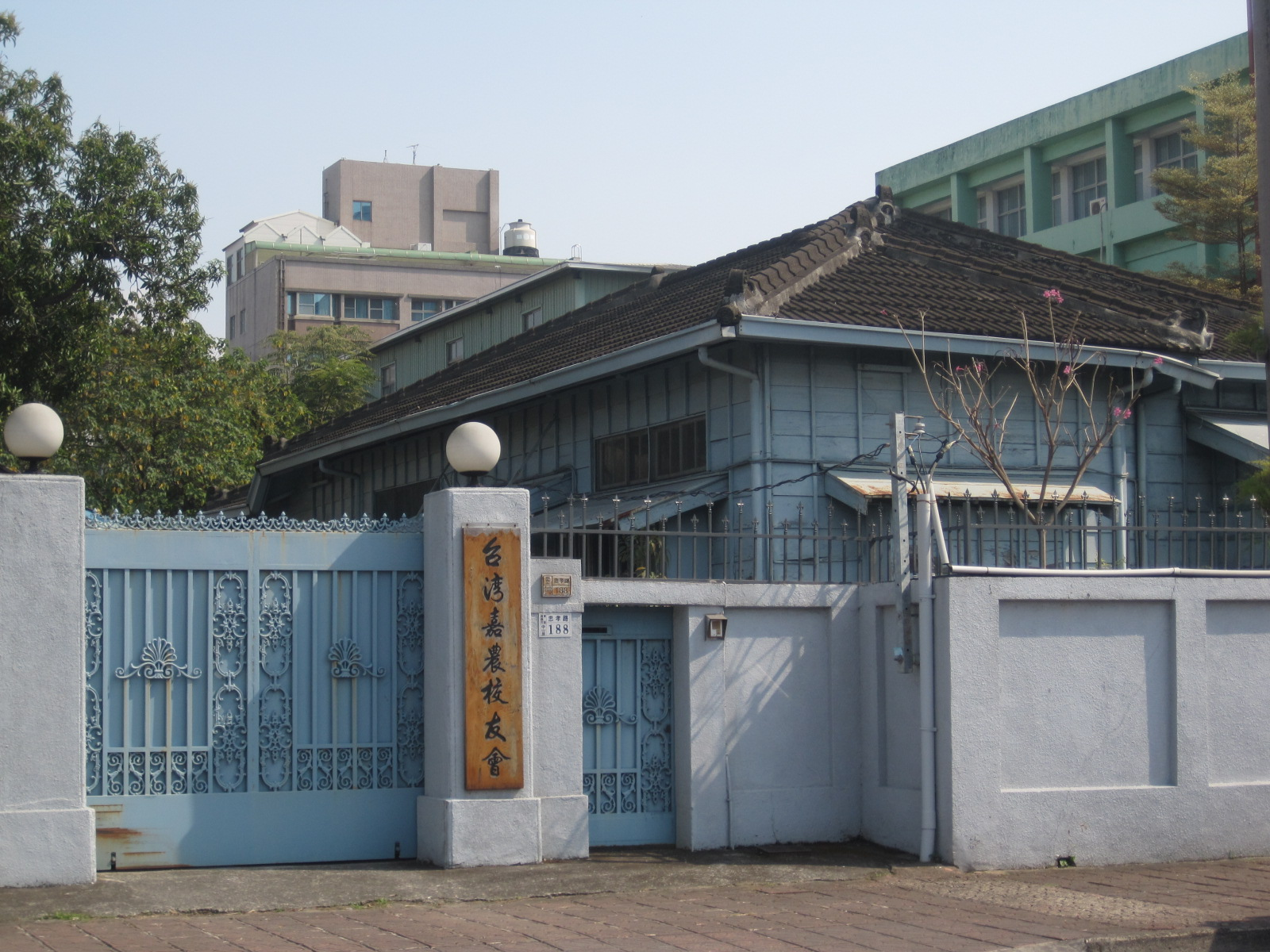
嘉義農林学校校長官舎
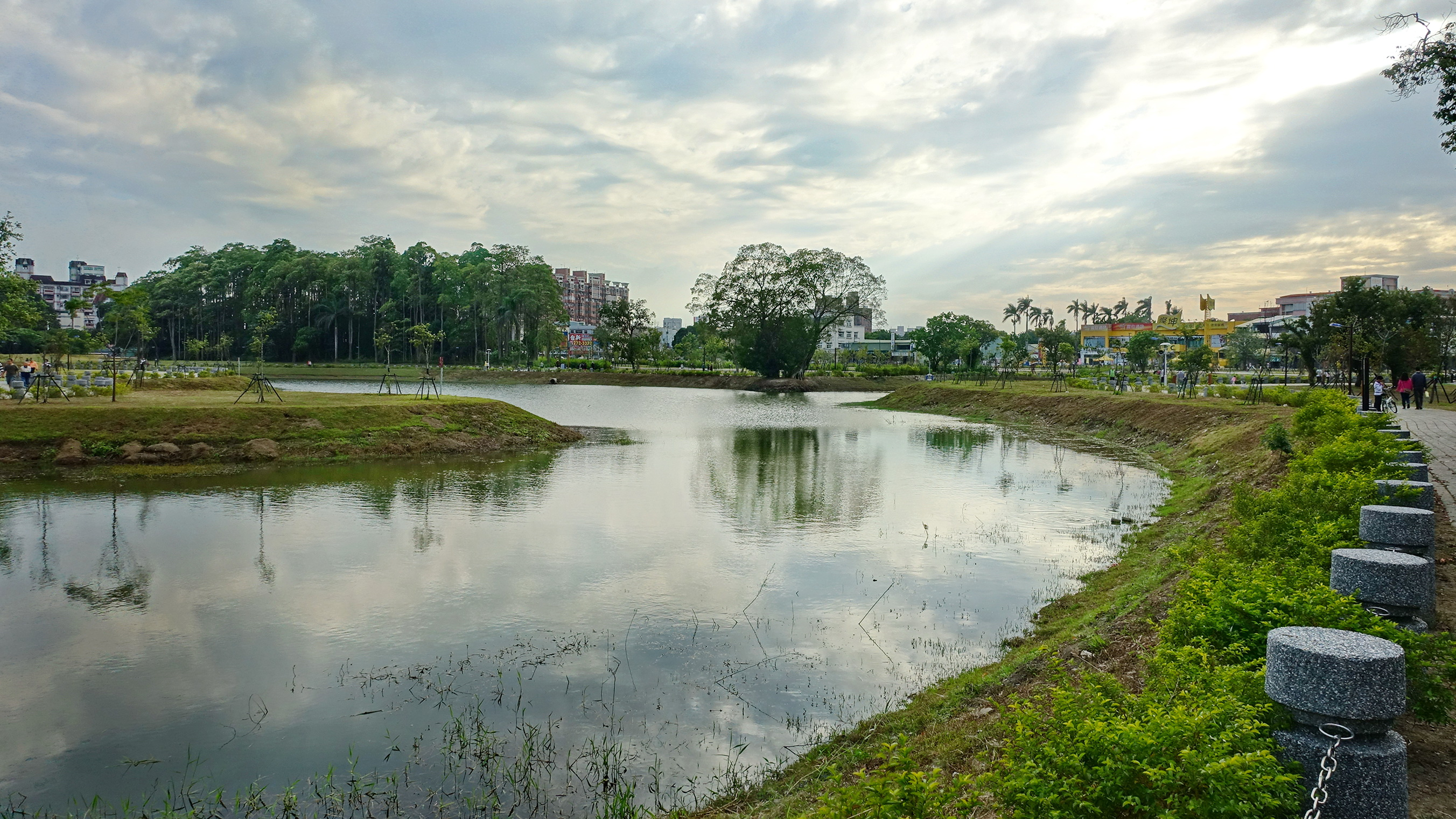
香湖公園

## バス
| 系統  | 管轄           | 事業者             | 停留所     | 行先                          | 備考                                                                   |
| ----- | -------------- | ------------------ | ---------- | ----------------------------- | ---------------------------------------------------------------------- |
| 66    | 嘉義市公車     | 嘉義県公車処       | 檜意森活村 | 嘉義駅後站（西口） - 大雅商圈 |                                                                        |
| 101   | 嘉義県市区公車 | 嘉義県公車処       | 文化中心   | 嘉義 - 塘興村                 |                                                                        |
| 102   | 嘉義県市区公車 | 嘉義県公車処       | 文化中心   | 嘉義 - 松仔脚                 | 通学用バス。平日運行                                                   |
| 106   | 嘉義県市区公車 | 嘉義県公車処       | 檜意森活村 | 嘉義駅 - 高鉄嘉義駅           | 台湾好行故宮南院線。停留所は文化中心付近                               |
| 6880  | 公路総局       | 員林客運           | 嘉義林務局 | 嘉義 - 西螺                   | 民雄、大林、斗南経由。停留所は文化中心付近                             |
| 7202  | 公路総局       | 嘉義客運           | 文化中心   | 嘉義 - 北港                   | 民雄、新港経由                                                         |
| 7203  | 公路総局       | 嘉義客運           | 文化中心   | 嘉義 - 土庫                   | 渓口経由                                                               |
| 7204  | 公路総局       | 嘉義客運           | 文化中心   | 嘉義 - 渓口                   | 民雄経由                                                               |
| 7217  | 公路総局       | 嘉義客運           | 文化中心   | 嘉義 - 蒜頭                   | 一部の便はzh:宏仁女中校門前の宏仁女中1站まで延長。                     |
| 7304  | 公路総局       | 嘉義県公車処       | 文化中心   | 嘉義 - 梅山                   | 大林経由。一部の便は大林慈済医院まで延長運行。                         |
| 7305  | 公路総局       | 嘉義県公車処       | 文化中心   | 嘉義 - 檳榔宅                 | 台斗坑、中庄、渓底寮、十四甲経由                                       |
| 7309  | 公路総局       | 嘉義県公車処       | 文化中心   | 嘉義 - 国立中正大学           | 頭橋、民雄駅、豊収経由。一部の便は南華大学まで延長運行。               |
| 7312  | 公路総局       | 嘉義県公車処       | 北門       | 嘉義 - 渓心寮                 | 停留所は檜意森活村と同一場所。                                         |
| 7313  | 公路総局       | 嘉義県公車処       | 北門       | 嘉義 - 渓心寮                 | 松脚経由                                                               |
| 7315  | 公路総局       | 嘉義県公車処       | 文化中心   | 嘉義 - 瑞峰                   | 一部の便は大林慈済医院まで延長運行。                                   |
| 7316  | 公路総局       | 嘉義県公車処       | 文化中心   | 嘉義 - 崙子                   | 渓口経由                                                               |
| 7319  | 公路総局       | 嘉義県公車処       | 北門       | 嘉義 - 番路                   | 内埔経由。一部の便は黎明国小、塘下寮、嘉義市学区、霊厳寺まで延長運行。 |
| 7321  | 公路総局       | 嘉義県公車処       | 北門       | 嘉義 - 松脚                   | 一部の便はzh:竹崎高中、嘉義市学区まで延長運行。                        |
| 7323A | 公路総局       | 嘉義県公車処       | 北門       | 嘉義 - 梅山                   | 竹崎経由。内埔まで延長運行。                                           |
| 7323B | 公路総局       | 嘉義県公車処       | 北門       | 嘉義 - 梅山                   | 竹崎経由。竹崎高中まで延長運行。                                       |
| 7700  | 公路総局       | 台西客運、嘉義客運 | 文化中心   | 嘉義 - 斗六                   | 頭橋、民雄経由                                                         |
| 7701  | 公路総局       | 台西客運、嘉義客運 | 文化中心   | 嘉義 - 麦寮                   | 頭橋、民雄、三畳渓（渓口）、大林、斗南、恵来厝、崙背経由               |

## 隣の駅
阿里山森林鉄路
■阿里山線
嘉義駅 - （栄町駅） - 北門駅 - （盧厝駅） - （崎下駅） - （湾橋駅） - （朴子埔駅） - 鹿麻産駅